# Polyktor z Elidy
Polyktor (gr. Πολύκτωρ) – starożytny grecki zapaśnik, olimpijczyk.
Syn Damonika z Elidy. Zwyciężył w zapasach chłopców na igrzyskach olimpijskich w 12 roku p.n.e. Damonik, chcąc zapewnić młodemu Polyktorowi zwycięstwo, przekupił wcześniej ojca jego rywala, Sosandrosa ze Smyrny. Gdy sprawa wyszła na jaw, hellanodikowie (sędziowie) ukarali ojców obydwu chłopców, nakazując im ufundować dwa posągi Zeusa zwane zanes, z których jeden ustawiono w olimpijskim gimnazjonie, a drugi w świętym gaju Altis.